# Palosaari (ö i Finland, Södra Savolax, Nyslott, lat 62,29, long 29,20)
Palosaari är en ö i Finland. Den ligger i sjön Hietajärvi och i kommunen Nyslott i  landskapet Södra Savolax, i den sydöstra delen av landet, 300 km nordost om huvudstaden Helsingfors. Öns area är 1,9 hektar och dess största längd är 220 meter i öst-västlig riktning.